# Eros in concert
 (février 2018).
Albums de Eros Ramazzotti
In ogni senso
(1990) Tutte storie
(1993)
Eros in concert est un double album et le premier album live du chanteur et musicien pop rock italien Eros Ramazzotti, sorti en octobre 1991.
Les morceaux sont enregistrés en concert lors de la tournée européenne de 1990 (Vérone, Rotterdam, Milan, Barcelone, Munich, Bologne, Reggio Emilia), excepté les deux titres inédits, Seguimi et Ancora vita, enregistrés, pour le premier, au Fotoprint de Bologne, et pour le second, à Milan et Londres.
Lors de ces concerts Eros reprend les chansons qui ont lancé sa carrière et fait son succès.
L'album est certifié disque d'or en Espagne (plus de 50 000 exemplaires vendus).

## Liste des titres
Toutes les paroles sont écrites par Adelio Cogliati, Eros Ramazzotti, toute la musique est composée par Eros Ramazzotti, Piero Cassano.
| 1.  | Intro                    | 1:08 |
| 2.  | Terra promessa           | 3:13 |
| 3.  | Nuovi eroi               | 2:28 |
| 4.  | Un cuore con le ali      | 2:33 |
| 5.  | Emozione dopo emozione   | 2:03 |
| 6.  | Completamente enamorados | 2:55 |
| 7.  | Fuggo dal nulla          | 2:13 |
| 8.  | Adesso tu                | 4:34 |
| 9.  | Seguimi                  | 5:07 |
| 10. | Se bastasse una canzone  | 5:38 |
| 11. | C'è una strada in cielo  | 4:29 |
| 12. | Toma la luna             | 3:42 |
| 13. | Amore contro             | 4:25 |
| 14. | Taxi Story               | 4:08 |
| 15. | Dolce Barbara            | 4:15 |

| 1.  | Andare... in ogni senso    | 3:13  |
| 2.  | Fantástico amor            | 2:54  |
| 3.  | La luce buona delle stelle | 2:41  |
| 4.  | Occhi di speranza          | 3:05  |
| 5.  | Amarte es total            | 4:31  |
| 6.  | Musica è                   | 11:05 |
| 7.  | Libertà libertà            | 3:10  |
| 8.  | Ciao Pà                    | 5:07  |
| 9.  | Canzoni lontane            | 4:53  |
| 10. | Una historia importante    | 4:17  |
| 11. | Cantico                    | 6:23  |
| 12. | Ancora vita                | 5:05  |

## Crédits
| - Eros Ramazzotti : chant - Michele Ascolese : guitare acoustique - Paolo Gianolio : guitare acoustique, guitare électrique - Flavio Scopaz : basse - Elio Rivagli : batterie - Franco Ventura : guitare électrique - Celso Valli, Luca Bignardi, Marco Forni, Roberto Rossi : claviers - Sandro Comini : trombone - Paride Sforza : saxophone - Emanuela Cortesi, Morena Ferrara, Nadia Biondini : chœurs | - Production : Piero Cassano - Production (assistant) : Adelio Cogliati, Celso Valli - Mastering : Brian Gardner, Jürgen Koppers - Mixage : Jürgen Koppers assisté de Jan Krause et Norus Padidar - Ingénierie (Live) : Massimo Carpani - Ingénierie (Studio) : Luca Bignardi, Massimo Carpani assistés de Tiziano Dimastrogiovanni - Programmation : Luca Bignardi - Enregistrement (supervision live) : Ruggero Penazzo - Supervision (musique, technique) : Celso Valli - Artwork : Anastasia - Photographie : Silvano Maggi |